# Contratto di apprendistato
Il contratto di apprendistato, nel diritto del lavoro italiano, indica una tipologia di contratto e rapporto di lavoro finalizzato alla formazione professionale e all'inserimento nel mondo del lavoro.
Nella storia recente italiana il rapporto di apprendistato ha assunto un peso crescente nel mercato del lavoro, estendendosi progressivamente in tutti i settori economici, raggiungendo a fine 2006 il numero di 564.000 contratti attivi in Italia.

## Storia
L'apprendistato era già conosciuto nel mondo antico, ed una realtà consolidata nella civiltà occidentale come ad esempio nell'artigianato rinascimentale.
Con variazioni contestuali, fa la sua entrata già nella civiltà egizia, attraversa la cultura greca e latina, raggiunge il vertice nel medioevo lasciando tracce rilevanti perfino nell'età moderna e inizia ad affievolirsi leggermente a partire dal XVI-XVII secolo, con l'avvento delle "proto-fabbriche" ossia i primi insediamenti proto-industriali.
Più precisamente, l'eredità dell'esperienza egiziana viene assimilata dai greci e trasmessa poi a Roma, dove si ergono, accanto alla scuola di grammatica-retorica destinata agli ottimati conservatori, scuole professionali come il paedagogium e, facendo riferimento oggi, a "botteghe artigiane" come le tabernae.

## Caratteristiche
In sostanza il rapporto di lavoro si basa su un patto fra datore di lavoro e lavoratore dipendente, in base al quale l'apprendista accetta condizioni contrattuali di livello inferiore (in termini ad esempio di retribuzione,  di durata del rapporto, di ammortizzatori sociali) in cambio di una formazione specializzata tale da garantirgli una cospicua crescita professionale, come la formazione garantita dalle associazioni di categoria maggiormente rappresentative, come Confcommercio, Confartigianato, CNA e CLAAI.
Nel caso di una formazione sul lavoro all'interno di un apprendimento tecnico-professionale le diverse modalità sono previste dal progetto educativo dell'istituzione educativa di appartenenza.

## Disciplina normativa
È l'unico contratto di lavoro con funzione formativa ed è disciplinato - nell'ambito del Jobs Act - dagli articoli 41-47 del D.Lgs. 15 giugno 2015, n. 81, che individua tre forme:
- apprendistato per la qualifica e il diploma professionale, il diploma di istruzione secondaria superiore e il certificato di specializzazione tecnica superiore (art. 43), detto di "primo livello"
- Apprendistato professionalizzante per il conseguimento di una qualificazione attraverso una formazione sul lavoro e un apprendimento tecnico-professionale (art. 44)
- Apprendistato di alta formazione e ricerca (art. 45).

Ognuna delle tipologie è regolata dalle regioni e dai contratti collettivi.
Il rapporto di lavoro sorto dall'accordo fra le parti è di tipo misto comportando l'onere in capo al datore di lavoro di una effettiva formazione professionale, sia mediante il trasferimento di competenze tecnico-scientifiche sia mediante l'affiancamento pratico per l'apprendimento di abilità operative, nonché la retribuzione per il lavoro svolto. L'assunzione di apprendisti richiede la stipula di un contratto di lavoro in forma scritta con allegato il Piano Formativo Individuale, mentre il numero degli apprendisti assunti non può superare quello dei lavoratori dipendenti qualificati effettivi. I contratti collettivi determinano la durata del rapporto di apprendistato, comunque per legge non inferiore a due anni e non superiore a sei anni.
L'istituto dell'apprendistato è applicato per assumere e formare giovani tra i 15 e i 29 anni, secondo le seguenti modalità:
- da 15 a 25 anni per i percorsi di apprendistato di primo livello;
- da 18 a 29 anni (la Circ. del M. L. P. S. n. 30 del 15.07.05, al punto IV "Limiti di età" prescrive che "L'assunzione potrà essere effettuata fino al giorno antecedente al compimento del trentesimo anno di età, ovvero fino a 29 anni e 364 giorni") per i percorsi di apprendistato professionalizzante solo se c'è stato il recepimento della nuova normativa nel CCNL applicato. Per soggetti in possesso di una qualifica professionale, conseguita ai sensi della legge 28 marzo 2003, n. 53, o conseguita con un precedente rapporto di apprendistato, il contratto di apprendistato professionalizzante può essere stipulato a partire dal diciassettesimo anno di età (cfr. art. 49 c. 2);
- da 18 a 29 anni per i percorsi di apprendistato rivolti ai giovani in possesso di un diploma del secondo ciclo per l'acquisizione titoli di studio universitari e della alta formazione, i dottorati di ricerca e i     diplomi degli istituti tecnici superiori (o ITS) .

### L'apprendistato di primo livello, per la qualifica e il diploma professionale, il diploma di istruzione secondaria superiore e il certificato di specializzazione tecnica superiore
Il contratto di apprendistato quale opzione per l'espletamento del diritto-dovere di istruzione e formazione è stato introdotto con l'articolo 48 del D.Lgs. 276/2003 ed è uno dei canali previsti dall'ordinamento per l'espletamento del diritto-dovere di istruzione e formazione.
Con il D.Lgs. 15 giugno 2015, n. 81 per l'apprendistato di primo livello si prevede una durata non superiore ai tre anni (per i percorsi IeFP triennali) e ai quattro anni (per i percorsi IeFP quadriennali e per le scuole secondarie di secondo grado). I percorsi sono riconosciuti validi per il conseguimento di una qualifica professionale, o di un diploma professionale quadriennale e per l'ammissione all'esame di Stato di scuola secondaria di secondo grado. Si caratterizzano da periodi di formazione interna, a carico del datore di lavoro, da periodi di formazione esterna, a carico dell’istituzione formativa o scolastica, e da periodi di attività lavorativa. Ciascun percorso si svolge sulla base di un progetto formativo predisposto dall’istituzione formativa o scolastica in cui sono indicati gli obiettivi formativi da raggiungere per il superamento dell'anno scolastico. Il mancato raggiungimento degli obiettivi formativi costituisce "giustificato motivo di licenziamento". L'istituzione formativa o scolastica certifica le competenze acquisite dall'apprendista secondo le disposizioni del decreto legislativo n. 13 del 2013. Le informazioni sui percorsi di apprendistato svolti dagli studenti sono inseriti dall'istituzione scolastica nella prima sezione "Istruzione e formazione" del "curriculum dello studente", nel medesimo spazio in cui sono descritti i percorsi per le competenze trasversali e per l'orientamento (PCTO), che però non costituiscono rapporto di lavoro, anche se svolti in ambiente lavorativo. 

### L'apprendistato professionalizzante
Il contratto di apprendistato professionalizzante è stato istituito con il D.Lgs6/2003 (Legge Biagi) per il conseguimento di una qualificazione attraverso una formazione sul lavoro e un apprendimento tecnico-professionale. Possono essere assunti, in tutti i settori di attività, con contratto di apprendistato professionalizzante, per il conseguimento di una qualificazione attraverso una formazione sul lavoro e la acquisizione di competenze di base, trasversali e tecnico-professionali, i soggetti di età compresa tra i diciotto anni e i ventinove anni e 364 giorni (ossia chi non ha ancora compiuto 30 anni). Al momento, il rapporto di lavoro può durare fino ai 3 (o 5) anni, a seconda del settore e della qualifica di inquadramento.
Il contratto di apprendistato professionalizzante deve avere forma scritta, contenente indicazione della prestazione oggetto del contratto, del piano formativo individuale, nonché della eventuale qualifica che potrà essere acquisita al termine del rapporto di lavoro sulla base degli esiti della formazione aziendale od extra-aziendale.
Il datore di lavoro ha possibilità di recedere dal rapporto di lavoro al termine del periodo di apprendistato, anche se permane il divieto per il datore di lavoro di recedere anticipatamente dal contratto di apprendistato in assenza di una giusta causa o di un giustificato motivo.
La regolamentazione dei profili formativi dell'apprendistato professionalizzante è rimessa alle regioni e alle province autonome di Trento e Bolzano, d'intesa con le associazioni dei datori e prestatori di lavoro comparativamente più rappresentative sul piano regionale e nel rispetto dei seguenti criteri e principi direttivi:

a) previsione di un monte ore di formazione formale, interna o esterna alla azienda, di almeno centoventi ore per anno, per la acquisizione di competenze di base e tecnico-professionali;

b) rinvio ai contratti collettivi di lavoro stipulati a livello nazionale, territoriale o aziendale da associazioni dei datori e prestatori di lavoro comparativamente più rappresentative per la determinazione, anche all'interno degli enti bilaterali, delle modalità di erogazione e della articolazione della formazione, esterna e interna alle singole aziende, anche in relazione alla capacità formativa interna rispetto a quella offerta dai soggetti esterni;

c) riconoscimento sulla base dei risultati conseguiti all'interno del percorso di formazione, esterna e interna alla impresa, della qualifica professionale ai fini contrattuali;

d) registrazione della formazione effettuata nel libretto formativo;

e) presenza di un tutore aziendale con formazione e competenze adeguate.

### Apprendistato per l'acquisizione di un diploma o per percorsi di alta formazione
Il contratto di apprendistato per l'acquisizione di un diploma o per percorsi di alta formazione, anch'esso introdotto dal D. Lgs. 276/2003, è finalizzato al conseguimento di un titolo di studio di livello secondario, pari a titoli di studio universitari e di alta formazione, nonché per la specializzazione tecnica superiore ex. articolo 69 Legge 144 del 1999.
La sua particolarità riguarda il fatto che per l'attivazione dei profili formativi le Regioni e Province autonome devono coinvolgere anche le Università.

## L'evoluzione della normativa

### Principali tappe legislative
L'evoluzione normativa italiana in merito a questo istituto contrattuale può articolarsi in alcune tappe legislative fondamentali:
- La Legge del 19.01. 1955 n. 25, che per prima disciplina compiutamente l'apprendistato introducendo importanti sgravi fiscali a favore del datore di lavoro
- La Legge del 24.06.1997 n. 196 recante “Norme in materia di promozione dell'occupazione", il cosiddetto "Pacchetto Treu", che riforma ampiamente l'istituto contrattuale scendendo nel merito della formazione da impartire all'apprendista e che per prima introduce la "formazione esterna" all'azienda, delegandone il coordinamento alle Regioni
- Il Decreto legislativo 10.09.2003 n. 276 "Attuazione delle deleghe in materia occupazione e mercato del lavoro di cui alla legge 14 febbraio 2003, n. 30", ossia il decreto di attuazione della cosiddetta Legge Biagi, che articola ulteriormente l'apprendistato in tre fasce: l'apprendistato per l'espletamento del diritto/dovere di istruzione e formazione, l'apprendistato professionalizzante e l'apprendistato per l'acquisizione di un diploma o percorsi di alta formazione.
- La riforma della Fornero del 2012 in cui il contratto per completare gli studi va dai ragazzi dai 17 ai 25 anni il contratto professionalizzante è diventato di mestiere e il contratto di alta formazione può fare ottenere titoli universitari, di scuola superiore, ecc
- Il D.Lgs 15 giugno 2015 n. 81, "Disciplina organica dei contratti di lavoro e revisione della normativa in tema di mansioni, a norma dell'articolo 1, comma 7, della legge 10 dicembre 2014, n. 183" in cui, nel definire il contratto di apprendistato "a tempo indeterminato finalizzato alla formazione e all’occupazione” (art. 41, comma1), si riprendono le tipologie già individuate nelle norme precedenti e si pongono le premesse per una versione italiana del sistema duale tedesco.

### I conflitti di competenza Stato/Regioni
L'evoluzione normativa dell'ultimo decennio non si è però svolta in maniera lineare, a causa soprattutto della contemporanea implementazione della cosiddetta Devolution, ossia dell'attribuzione di ampie competenze alle Regioni in materia di formazione e lavoro in attuazione delle modifiche all'articolo 117 della Costituzione.
Il quadro normativo ha così richiesto numerosi interventi da parte della Corte costituzionale per dirimere i conflitti di competenza Stato/Regioni, con particolare riferimento ai contenuti formativi e alla regolamentazione dei profili formativi.
In particolare con l'entrata in vigore del D.Lgs. 276/2003 si è assistito ad una serie di ricorsi presso la Corte costituzionale presentati:
- da un lato da amministrazioni regionali, governate in quel momento da coalizioni di centro-sinistra, che contestavano una presunta lesione delle proprie competenze da parte dello stato in merito alla disciplina della formazione formale;
- dall'altro lato da parte dello Stato nei confronti delle medesime Regioni che avevano legiferato in proprio la possibilità di rilasciare qualifiche professionali e relativi crediti formativi.

Con una serie di sentenze la Corte costituzionale ha in sintesi stabilito che, mentre la formazione da impartire all'interno delle aziende attiene precipuamente all'ordinamento civile, la disciplina di quella esterna rientra nella competenza regionale in materia di istruzione professionale, con interferenze però con altre materie, in particolare con l'istruzione, per la quale lo Stato ha varie attribuzioni in termini di norme generali e di determinazione dei principi fondamentali. Inoltre la sentenza n. 50/2005 ha richiamato il principio di leale collaborazione fra Stato e Regioni nel comporre e risolvere costruttivamente eventuali sovrapposizioni di competenze, evitando quindi una legiferazione unilaterale dell'istituto. 
Nel D.Lgs. 81/2015, art. 43, comma 1, si affronta la questione precisando che:

### La formazione formale
Alla luce di queste sentenze possiamo tracciare questo quadro in merito alla formazione per l'apprendistato professionalizzante:
- il rapporto di lavoro può essere istituito solo in base ad un profilo professionalizzante già formalizzato nel CCNL di riferimento o da parte della Regione;
- nel corso del rapporto di lavoro devono trovare spazio 120 ore di formazione formale annua;
- le regioni hanno competenza nel decidere come deve essere organizzata tale formazione, se totalmente a carico dell'azienda oppure in parte o completamente esternalizzata secondo quanto specificato dalla legislazione regionale.

### Verso un sistema duale
L'istituto contrattuale dell'apprendistato si è evoluto in Italia nei primi quindici anni del Duemila, in linea con gli altri stati comunitari e alla luce delle raccomandazioni della Commissione europea. In particolare con la normativa del 2015 (il Jobs Act, da un lato, e la L. 107 detta "Buona Scuola", dall'altro) si sono consolidate le basi per un sistema duale in grado di permettere una reale alternanza scuola-lavoro, appoggiata sull'apprendistato, per rispondere a questioni quali:
- l'individuazione di standard nazionali di qualità della formazione in materia di profili professionali e percorsi formativi, certificazione delle competenze, validazione dei progetti formativi individuali e riconoscimento delle capacità formative delle imprese, anche al fine di agevolare la mobilità territoriale degli apprendisti mediante l'individuazione di requisiti minimi per l'erogazione della formazione formale;
- con riferimento all'apprendistato professionalizzante, individuazione di meccanismi in grado di garantire la determinazione dei livelli essenziali delle prestazioni e l'attuazione uniforme e immediata su tutto il territorio nazionale della relativa disciplina;
- adozione di misure volte ad assicurare il corretto utilizzo dei contratti di apprendistato.

Per quanto riguarda le prime due questioni, successivamente al D.Lgs.16 gennaio 2013, n. 13, recante la “Definizione delle norme generali e dei livelli essenziali delle prestazioni per l’individuazione e validazione degli apprendimenti non formali e informali e degli standard minimi di servizio del Sistema nazionale di certificazione delle competenze, a norma dell’art. 4, cc 58 e 68, della legge 28 giugno 2012, n. 92”,  sono di aiuto i successivi provvedimenti attuativi, quali il Decreto interministeriale 30 giugno 2015, “Definizione di un quadro operativo per il riconoscimento a livello nazionale delle qualificazioni regionali e delle relative competenze, nell'ambito del Repertorio nazionale dei titoli di istruzione e formazione e delle qualificazioni professionali di cui all'articolo 8 del decreto legislativo 16 gennaio 2013, n. 13” e il Decreto interministeriale 8 gennaio 2018, “Istituzione del Quadro nazionale delle qualificazioni rilasciate nell’ambito del Sistema nazionale di certificazione delle competenze di cui al decreto legislativo 16 gennaio 2013, n. 13”, con le "Linee guida per l’interoperatività degli enti pubblici titolari (articolo 3, comma 5, decreto legislativo 16 gennaio 2013, n. 13)". Nel portale INAPP, Atlante del lavoro e delle qualificazioni, su atlantelavoro.inapp.org. URL consultato l'8 luglio 2022. si trova il Repertorio Nazionale dei titoli di istruzione e formazione e delle Qualificazioni professionali che rappresenta il quadro di riferimento in Italia per la certificazione delle competenze.

### Principali riferimenti normativi
- Legge del 19.01.1955 n. 25, così come modificata dalla Legge del 02.04.1968 n. 424 che disciplina l'apprendistato;
- Legge del 24.06.1997 n. 196 recante “Norme in materia di promozione dell'occupazione”;
- Decreto del Ministero del Lavoro del 08.04.1998 recante “Disciplina dell'apprendistato - Disposizioni concernenti i contenuti formativi delle attività di formazione degli apprendisti”;
- Decreto del Ministero del Lavoro e della Previdenza Sociale del 07.10.1999 n. 359 recante disposizioni per l'attuazione dell'art. 16 della Legge n. 196/1997;
- Decreto del Ministero del Lavoro del 28 febbraio 2000, n. 22 - Disposizioni relative alle esperienze professionali richieste per lo svolgimento delle funzioni di tutore aziendale ai sensi dell'articolo 16 della legge 196 del 1997 recante "Norme in materia di promozione dell'occupazione";
- Decreto legislativo del 10 settembre 2003 n. 276 "Attuazione delle deleghe in materia occupazione e mercato del lavoro di cui alla legge 14 febbraio 2003, n. 30" e s.m.i.;
- Legge 247 del 24 dicembre 2007 recante “norme di attuazione del Protocollo del 23 luglio 2007 su previdenza, lavoro e competitività per favorire l'equità e la crescita sostenibili, nonché ulteriori norme in materia di lavoro e previdenza sociale"
- Decreto legislativo 14 settembre 2011, n. 167 Testo unico dell'apprendistato, a norma dell'articolo 1, comma 30, della legge 24 dicembre 2007, n. 247.
- Legge 28 giugno 2012, n. 92 Disposizioni in materia di riforma del mercato del lavoro in una prospettiva di crescita.
- D.Lgs. 16 gennaio 2013, recante la “Definizione delle norme generali e dei livelli essenziali delle prestazioni per l’individuazione e validazione degli apprendimenti non formali e informali e degli standard minimi di servizio del Sistema nazionale di certificazione delle competenze, a norma dell’art. 4, cc 58 e 68, della legge 28 giugno 2012, n. 92” e successivi provvedimenti attuativi
- D.Lgs. 15 giugno 2015 n. 81, Disciplina organica dei contratti di lavoro e revisione della normativa in tema di mansioni, a norma dell'articolo 1, comma 7, della legge 10 dicembre 2014, n. 183.